# 日本宝飾美術査定協会
一般社団法人日本宝飾美術査定協会（にほんほうしょくびじゅつかんていきょうかい、略称: JASJA（ジャスジャ））は、一般消費者に宝飾品並びに美術品の公正・適正な価値を提示し、悪質な鑑定業者・販売業者・買取業者から保護し、宝飾品並びに美術品の健全な市場を形成するための施策を総合的に実行するための団体。2010年に設立。
市場調査会社等の第三者機関の利用も視野にいれ、適正評価額による公正かつ自由な取引についての情報を提供。また、一般購入者からのクレームを受け付け、販売若しくは買取業者に改善の指導等を行い、宝飾品並びに美術品の市場健全化に向けた環境作りを目指している。